# Azamat Mukanow
Azamat Mukanow (kaz. Азамат Мұқанов; ur. 30 stycznia 1987) – kazachski judoka, wicemistrz świata.
Startuje w kategorii wagowej do 66 kg. Zdobywca srebrnego medalu mistrzostw świata w Rio de Janeiro w 2013 roku. Brązowy medalista mistrzostw Azji 2013. Mistrz Kazachstanu 2011. Medalista mistrzostw świata w sambo.